# Pearl Jozefzoon
Pearl Jozefzoon, född 21 september 1985 i Utrecht, är en nederländsk sångare.

## Karriär
I slutet av 2010 var hon med i den första säsongen av The Voice of Holland, den nederländska versionen av TV-programmet The Voice. Hon blev tvåa efter vinnaren Ben Saunders i finalen den 21 januari 2011.
År 2012 deltog hon i Nationaal Songfestival 2012, den nederländska uttagningen till Eurovision Song Contest 2012, med låten "We Can Overcome". I finalen den 26 februari blev hon tvåa efter vinnaren Joan Franka och hennes låt "You and Me". I den avgörande omröstningen där det stod mellan tre bidrag fick Pearl Jozefzoon 33,6 procent av rösterna vilket var 3,5 procent färre än vad Joan Franka hade fått.
Hon har släppt fem singlar som placerat sig på den nederländska singellistan. De är "Vision of Love", "Mesmerized", "You Must Really Love Me", Breken van de lijn", och "We Can Overcome". Hon har nått topp-10-placeringar med både "You Must Really Love Me" och med "Breken van de lijn". Den senare framför hon tillsammans med sångaren Wolter Kroes.